# Glycaspis longaeva
Glycaspis longaeva är en insektsart som beskrevs av Moore 1970. Glycaspis longaeva ingår i släktet Glycaspis och familjen rundbladloppor. Inga underarter finns listade i Catalogue of Life.